# パン (撮影技法)

パン時のカメラの動き

撮影技法におけるパンはカメラポジションを固定しカメラを（水平に）振るカメラワークである。PANとも表記され、パンニング（英: panning）とも呼ばれる。

## 概要
カメラは位置と角度を変えることで異なる対象を撮影できる。このうち位置（カメラポジション）を固定し角度を変えるカメラワークが（広義の）パンである。特にカメラを水平に振るのを（狭義の）パンと呼ぶ場合もある（垂直はチルト）。
パンではカメラと静止物体の位置関係が変化しないため、画に写る物体の領域は変化しない。また画角から外れる・入ることで写る物体が変わる（⇒ #映り方）。
パンは静止画撮影（スチル）と動画撮影（ムービー）の両方に適用される。スチルの場合は静止した物体の残像が映る。ムービーの場合は静止した物体を横切る構図あるいは移動する物体を追いかける構図になる。

## チルト
チルト (撮影技法)（英: tilt）はカメラポジションを固定しカメラを垂直に振るカメラワークである。ティルト、縦パンとも。

チルト時のカメラの動き

チルトは広義のパンの一種である。カメラを上下どちらに振るかでチルトアップとチルトダウンに細分化される。見上げ・見下ろしの構図に使われるため頻出のカメラワークである。

### チルトアップ
チルトアップ（英: tilt up）はカメラポジションを固定しカメラを上に振るカメラワークである。パンアップ（P.U.）とも。
チルトアップはチルトの一種であり、広義のパンの一種である。アイレベルから高い建物を見上げる、グランドレベルから立っている人の顔を見上げる、飛翔するロケットを目で追う、といった構図で用いられる。

### チルトダウン
チルトダウン（英: tilt down）はカメラポジションを固定しカメラを下に振るカメラワークである。パンダウン（P.D.）とも。
チルトダウンはチルトの一種であり、広義のパンの一種である。アイレベルから足元を見下ろす、展望台から地面を見下ろす、谷底へ転落するボールを目で追う、といった構図で用いられる。

## 映り方

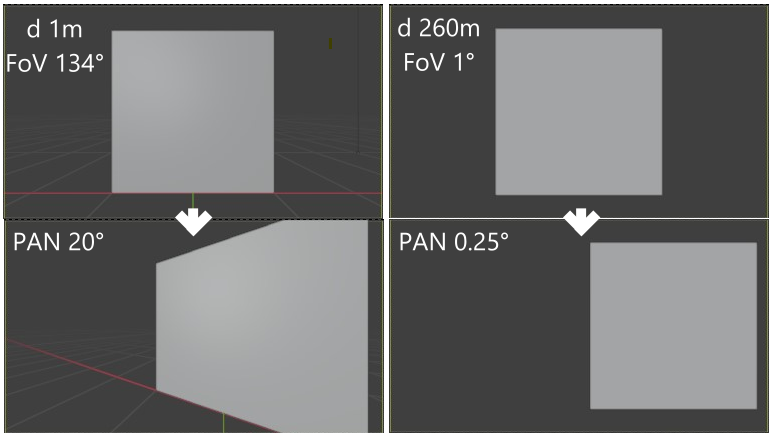
1m立方体のPAN撮影（近・遠）

パンでは物体の位置が変動しかつ同一面が異なる大きさで映る（図参照）。
これはパンがカメラポジションを固定しカメラアングルを変えるカメラワークであることによる。パンでは視点と対象がともに不動であるため投影線も不変であり、これにより物体の遮蔽関係は維持される。図を例にとると、パンしても側面がみえるようにはならない。一方でアングルが変化することで投影面の角度が変化し、これにより同一面の投影サイズが変化する。
パンによる見え方の変化はカメラと対象の距離によって異なる。近距離（広角）ではフレーム内を物体が動くためにそれなりのパン角度を要するため投影面の角度が大きく変化し、対象内でも投影面との距離に差がつく。これにより対象の像が大きく変化する/歪む（図左）。一方で遠距離（望遠）では少しのパン角度で像がフレーム端まで動くため投影面の角度がほぼ変わらず、投影面との距離もほぼ変わらない。これにより対象の像は単に横へシフトしたように見える（図右）。

## 歴史
1900年のパリ万博において、エジソン・マニュファクチャリング・カンパニーより派遣されたジェームス・H・ホワイトは、120°ほどのパンニングを駆使した撮影に初めて成功し、この技法をPanoramaと命名する。

## 用途
移動中の被写体を撮影する場合にパンが用いられるが、静止中であってもフレームに納まりきらない被写体を撮影する際にも使用される。
CGやアニメなどの、撮影を伴わない映像においても、パンという表現は使用される。
同じシーンに対して同様のパンを3回連続で行う演出方法は、アニメ作品『あしたのジョー』において多用され、現代アニメにおいて典型的な演出手法となっている。この手法は俗に「三段パン」と呼ばれる。
写真（スチル）の場合でも、移動する被写体を追いながら撮影（流し撮り）すればカメラの向きを振ることになり、その操作もパンと呼ぶ。

## 関連用語
固定したカメラで、移動する被写体をフレーミングで追従し撮影することを「フォロー・パン」と呼ぶ。これは動くものを目で追う動作をカメラでおこなっているのと等価である。被写体と共にカメラそのものが移動する撮影手法・そのための台車をドリーという。カメラを固定して動かさない撮影技法を「フィクス」と呼ぶ。